# Miss Ripley
Miss Ripley (en hangul, 미스 리플리; romanización revisada, Miseu ripeulli) también conocida en español como Señorita Ripley, es una serie de televisión surcoreana emitida originalmente durante 2011 y protagonizada por Lee Da Hae, Park Yoo Chun de la banda JYJ, Kim Seung Woo y Kang Hye Jung.
Fue trasmitida por MBC TV desde el 30 de mayo hasta el 19 de julio de 2011, con una longitud de 16 episodios emitidos cada lunes y martes a las 21:55 (KST). Está basada levemente en la historia de Shin Jeong Ah, una mujer surcoreana que mintió sobre su formación académica para convertirse en profesor de arte asistente en la Universidad Dongguk y comisario jefe del Museo de Arte Sungkok, su caso fue un hecho mediático con repercusión a nivel mundial.

## Argumento
Jang Mi Ri (Lee Da-hae) creció en un orfanato y fue adoptado por una familia en Japón. Sin embargo, tuvo que sobrevivir en las calles antes de escapar a Corea. La vida en Corea también demuestra ser dura, ya que encuentra difícil el empleo con solo un título de escuela secundaria, e incluso sufre abusos sexuales por un ejecutivo durante una entrevista de trabajo.
Su gran avance se produce cuando la contratan en un hotel de lujo después de manipular su expediente académico, y se gradúa de la Universidad de Tokio. Mientras asciende en la escala social, se aprovecha de dos hombres del negocio de la hostelería que se enamoran de ella.

## Reparto

### Personajes principales
- Lee Da-hae como Jang Mi Ri.
- Park Yoo Chun como Yutaka / Song Yoo Hyun.
- Kim Seung Woo como Jang Myung Hoon.
- Kang Hye Jung como Moon Hee Joo.

### Personajes secundarios
- Choi Myung-gil como Lee Hwa.
- Kim Jung-tae como Hirayama.
- Hwang Ji Hyun como Lee Gwi Yeon.
- Lee Sang Yeob como Ha Chul Jin.
- Song Jae Ho como Presidente Lee.
- Jang Yong como Song In Soo.
- Kim Na Woon como Kang Shi Young.
- Kim Chang Wan como Director Choi.
- Baek Bong Ki como Diputado Kim.
- Lee Bo Ram como Jo Eun Bom.
- Min Joon Hyun como Mánager Han.
- Yang Mi Kyung como Akiko Sakamoto, madre de Yoo Hyun.
- Maeng Sang Hoon.

### Cameos
- Um Ki-joon como Fiscal (cameo, ep. 14).
- Park Ji Yeon como Yuu (cameo, ep. 3).
- X-5 (cameo, ep. 3).
  - Son Woo-hyun (cameo)
  - Jung Hae-won (Haewon)
  - Lee Dong-hyeon (Typhoon)
  - Jin Hyun-jin (Jin)
  - Kim Jin-wan (Sulhu)

## Banda sonora
- Hwayobi - «Glass».
- Miru - «Like A Habit Of The Mouth».
- Yang Young Jun - «If It's Not You».
- Park Yoo Chun - «Vacancy For You».

## Emisión internacional
- China: STAR Xing Kong y AHTV.
- Hong Kong: TVB Japanese y HD Jade.
- Malasia: 8TV.
- Tailandia: True4U.
- Taiwán: STAR Chinese.